# Harald Garcke
Harald Garcke (né le 5 juin 1963 à Bremerhaven) est un mathématicien allemand et professeur à l'université de Ratisbonne.

## Carrière
Garcke étudie les mathématiques et l'informatique à l'Université de Bonn et termine son doctorat en 1993 en tant qu'étudiant de Hans Wilhelm Alt (Travelling-Wave-Lösungen als Realisierung von Phasenübergängen bei Gedächtnismetallen). En 1993/94, il est post-doctorant avec Charles M. Elliott à l'Université du Sussex et à partir de 1994, il est assistant scientifique à Bonn où il termine son habilitation en 2000 (avec la thèse d'habilitation sur les modèles mathématiques pour la séparation de phase dans élastiquement solides stressés). En 2001, il reçoit des offres pour des postes de professeur aux universités de Ratisbonne et de Duisbourg. Depuis 2002, il est professeur titulaire à l'Université de Ratisbonne où il est doyen du département de mathématiques de 2005 à 2007.
Garcke travaille sur les équations aux dérivées partielles non linéaires, les problèmes aux frontières libres, les équations de champ de phase, l'analyse numérique et les équations d'évolution géométrique. Avec Christof Eck et Peter Knabner, il est l'auteur d'un livre sur la modélisation mathématique.
Ses travaux les plus importants sont des résultats fondamentaux sur l'équation de Cahn-Hilliard,,, des résultats sur l'équation des couches minces et des travaux avec Britta Nestler sur des modèles de champ de phase. Les travaux avec JW Barrett et R. Nürnberg sur les mathématiques des cristaux de neige ont également été bien accueillis par les médias populaires.